# Pegomya provecta
Pegomya provecta este o specie de muște din genul Pegomya, familia Anthomyiidae. A fost descrisă pentru prima dată de Villeneuve în anul 1923. Conform Catalogue of Life specia Pegomya provecta nu are subspecii cunoscute.